# Décennie 1980 en arts plastiques
Chronologie des arts plastiques
Années 1970 - Années 1980 - Années 1990
Cet article concerne les années 1980 en arts plastiques.

## Événements
- 10 septembre 1981 : le tableau Guernica de Pablo Picasso regagne Madrid après 40 ans au MoMA de New York[1].
- 1981 : Ben organise à Nice l'exposition « Deux Sétois à Nice », qui présente des œuvres de Robert Combas et Hervé Di Rosa. Il crée pour l'occasion l'expression « figuration libre »[2].
- 5 novembre 1983 - 23 janvier 1984  : exposition du peintre Balthus au centre Georges-Pompidou à Paris[3].
- 1er décembre 1986 : inauguration à Paris du musée d'Orsay, consacré  l'art occidental de 1848 à 1914[4] ; il possède la plus importante collection au monde de peinture impressionniste et postimpressionniste.
- 6 décembre 1986 : Sergueï Arto crée Arbatr (en russe Арбатр), première et dernière association indépendante d'artistes peintres en Union soviétique[5].

## Réalisations
- 22 septembre-7 octobre 1985 : Christo et Jeanne-Claude « emballent » le pont Neuf à Paris[6].